# Marasmius oreades
Marasmius oreades es un hongo basidiomiceto del orden Agaricales. Su seta, llamada comúnmente senderuela, es un comestible apreciado y muy frecuente en España. Se la conoce por otros muchos variados nombres dependiendo de la región geográfica, como: Seta de carrerilla, seta de corro (Valladolid); senderina, pucheretes, pucheruelos (Segovia); capuchas (Villamayor del Río y Rioja burgalesa); setas de rillón y de rilón (Arlanza, Burgos); senderillas (Burgos y Soria); culubrujas (Aldea del Pinar, Burgos); carreretes, carrerillas, Gusarones (Ávila); carretillas (El Barco de Ávila); nansaritas (Abejar, Soria); rojillas, en la zona de la Peña (Palencia); senderinas (Saldaña-Palencia, Zamora, León); seta de corro, corralera (Villoldo, Palencia); seta de reguerilla (Husillos, Palencia); Seta del Cardillo (Cantabria). 
- Euskera: Ankaluze (Alsasua) o sendejuela (Mondragón)
- Catalán: Cama-sec, Carrereta o Fals Moixernó.
- Gallego: Sendeiriña
- Patués: Muxardina
- Mexicano: Nanacate, Nanácatl (mexicano, náhuatl), Tablero (mexicano romance), Ninfa (traducción del francés "nymphe des montagnes")
- Francés: Mousseron, Mousseron automne, Faux mousseron, nymphe des montagnes.
- Inglés: Fairy ring mushroom.

## Distribución y hábitat
Marasmius oreades crece por toda Norteamérica y en Europa, en primavera, verano y otoño, aunque es posible encontrarlas todo el año
en climas templados. Fructifican en junio tras las lluvias en grandes cantidades por los prados y dehesas, en zonas herbosas
incluso en dunas de zonas costeras.

## Descripción
Crecen varios ejemplares en forma de corro, arcos o formando un círculo, al que se suele llamar corro de brujas. 
El pasto crece más verde en sus inmediaciones y también se agosta mucho antes. 
El sombrero tiene unos 1-5 cm de diámetro, es acampanado, elíptico, con un pequeño mamelón central, de color avellana o crema, 
láminas separadas de color blanquecino o avellana y pie estrecho muy fibroso, de unos 3 a 6 cm de longitud. 
La carne es dulce, de olor a almendras y de color claro, con la ventaja de que no se pudre ni se ve atacada por larvas por lo 
que se seca con facilidad y se conserva muy bien. Las esporas son transparentes.
Puede confundirse con M. collinus Singer, que se cree que puede ser tóxico y que crece en los mismos sitios. Éste tiene el pie hueco y frágil, que se rompe con facilidad, y su carne desprende un olor desagradable, como de ajo. 
Más peligrosa es la confusión, sobre todo cuando están parcialmente secas, con setas tóxicas de los géneros Inocybe, Clitocybe y Lepiota, que también pueden crecer en los prados.

## Valor culinario

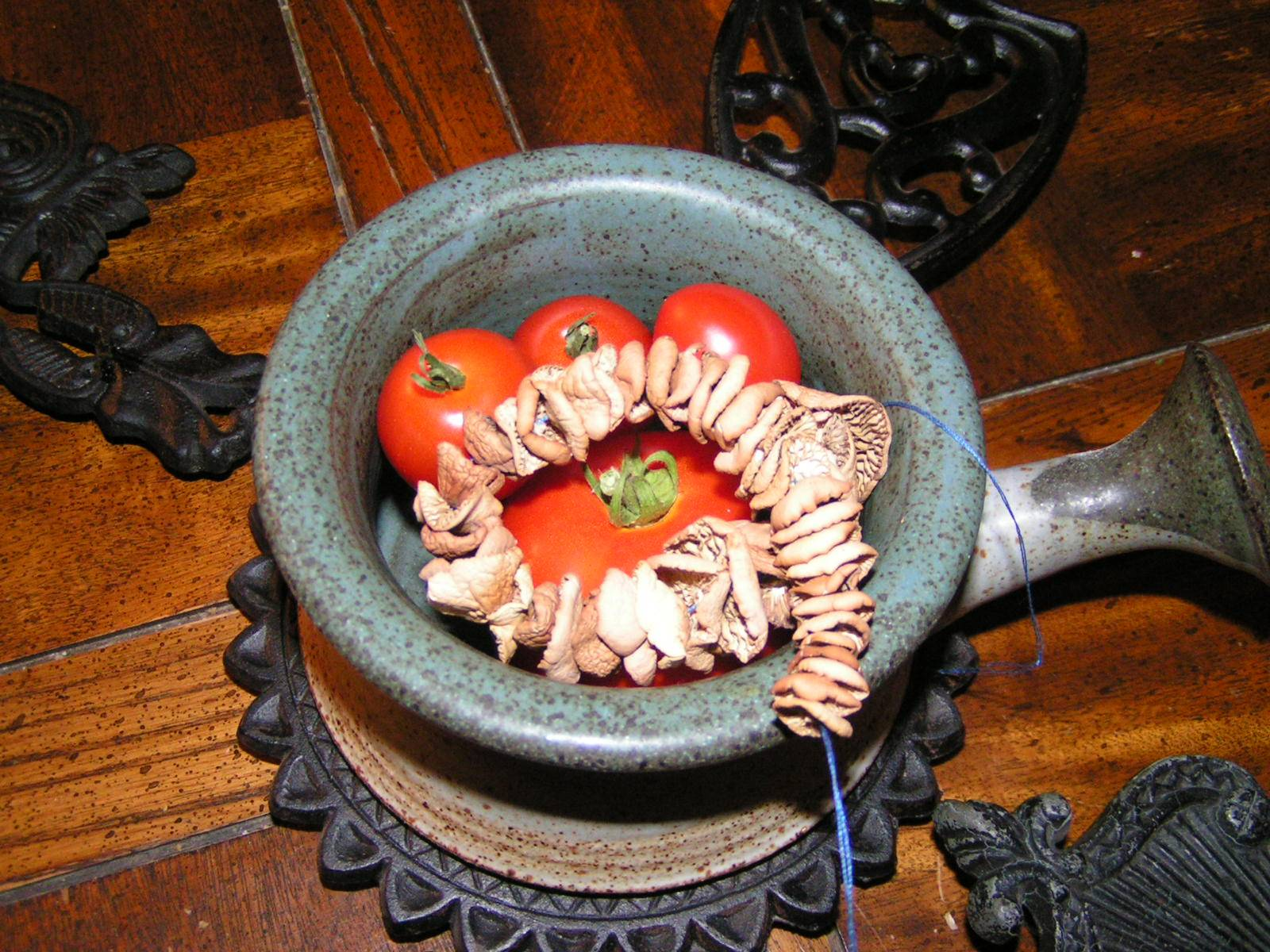
50 sombreros de senderilla deshidratados.

Seta muy apreciada por su sabor, a pesar de no ser carnosa como las setas tradicionalmente más buscadas. Se la considera entre los conocedores de las setas como excelente comestible. 
Para su conservación se separa el tronco del sombrero, uniendo varios sombreros con un hilo y se tiende para que se deseque. Así deshidratado se guarda para su consumo posterior. Los pies se suelen desechar, aunque hay quien los deja secar y los tritura, utilizándolos como condimento para los guisos de carne o pescado.
Puede hallarse desecado en los mercados y comercios con el nombre impropio de "moixernó". 
La razón por la cual esta seta tiene sabor dulce se debe a la presencia de trehalosa, un tipo de azúcar que permite que la seta reviva al contacto con el agua, tras haber sido deshidratada, además de posibilitar la reproducción celular y la creación de esporas para volver a reproducirse.
Usada en el "fricandó", típico guiso catalán de ternera con setas. También puede hacerse en tortilla o revueltos.